# Ada albo Żar
Ada albo Żar. Kronika rodzinna (ang. Ada or Ardor: A Family Chronicle) – anglojęzyczna powieść Vladimira Nabokova, napisana w 1968 i opublikowana w 1969 roku. Powieść składa się z pięciu części. Opowiada o wieloletnim kazirodczym romansie pomiędzy bohaterem, Vanem Veenem, a jego siostrą Adą Veen. Akcja rozgrywa się na fikcyjnej planecie, nazywanej Antyterrą. Utwór zawiera liczne aluzje literackie, stanowi również grę z konwencją powieści. Ada miała być w zamyśle pisarza ukoronowaniem jego twórczości literackiej oraz zwieńczeniem gatunku powieściowego.

## Okoliczności powstania powieści
W 1959 roku Nabokov spisywał swoje rozważania na temat natury czasu, pracował również (od 30 listopada tego roku) nad utworem tytułowanym przez niego: Listy na Terrę (Letters to Terra), Droga Terro (Dear Terra), Terra incognita lub Listy z Luny (Letters from Luna). Rozważania o czasie (rozbudowywane przez pisarza jeszcze w latach 1963–1965) zostały potem przez niego włączone do Ady jako Faktura czasu – opowiadanie napisane przez głównego bohatera. Z kolei Listy na Terrę to tytuł napisanej przez bohatera powieści. Natomiast pomysł na właściwą powieść skrystalizował się w lutym 1966 roku. Nabokov pracował nad nią bardzo intensywnie, szczególnie jesienią 1967 roku (pisał ją wtedy przez ok. osiem godzin dziennie – od piątej trzydzieści rano do dziesiątej trzydzieści i od trzeciej po południu do szóstej lub siódmej wieczorem). Już w czasie powstawania powieść wzbudzała zainteresowanie filmowców – przedstawiciele wytwórni filmowych przyjeżdżali do Nabokova, żeby uzgodnić szczegóły ekranizacji jeszcze niegotowej powieści (jednym z nich był Robert Evans z wytwórni Paramount Pictures, który proponował autorowi, żeby ekranizacją utworu zajął się Roman Polański). Ostatecznie w 1968 roku prawa do ekranizacji kupiła za pół miliona dolarów wytwórnia Columbia Pictures. W lutym 1968 roku gotowych i przepisanych było już 500 stron Ady, natomiast jesienią tego roku pisarz poprawił i przygotował Fakturę czasu, korzystając ze swoich wcześniejszych notatek. Ostatecznie całość powieści, licząca 850 stron maszynopisu, ukończona została 16 października 1968 roku, natomiast korekta gotowa była na wiosnę roku następnego.

## Publikacja i przekłady utworu
Pierwsze fragmenty powieści (8 rozdziałów) ukazały się w „Playboyu” (nr 4, 1969), całość ukazała się natomiast w USA w maju 1969 roku, nakładem wydawnictwa McGraw-Hill Book Company. Wydanie brytyjskie pojawiło się w październiku tego roku, opublikowane przez wydawnictwo Weidenfeld and Nicolson. W 1971 roku w serii „Penguin Books” wydano Adę poszerzoną o przypisy Vivian Darkbloom (w rzeczywistości autorem był Nabokov, a pseudonim to anagram jego imienia i nazwiska).

### Przekłady
Nabokov rozważał samodzielne przetłumaczenie Ady na rosyjski, podobnie jak wcześniej zrobił z Lolitą. Zamiar ten nie doszedł do skutku, jednak pisarz nadzorował kilka tłumaczeń Ady na języki obce, m.in. na język włoski. Tłumacze niemieccy musieli trzykrotnie osobiście konsultować się z autorem i umożliwić mu sprawdzenie poprawności przekładu, przyjeżdżając do niego do Montreux. Nabokov ingerował również w tłumaczenie francuskie, wprowadzając w nie wiele drobnych zmian w stosunku do oryginału i tworząc w zasadzie autorską francuskojęzyczną wersję Ady. Pierwszym tłumaczeniem był przekład włoski, opublikowany w 1969 roku. Kolejne to m.in. przekłady: niderlandzki, hiszpański, duński, japoński i portugalski.
Pierwszy polski przekład Ady, autorstwa Leszka Engelkinga, ukazał się 11 marca 2009 roku, nakładem wydawnictwa Muza SA.

## Recepcja powieści
Książka była intensywnie reklamowana przez wydawnictwo, co przyczyniło się do jej dobrych wyników sprzedaży – Ada zajęła czwarte miejsce na liście bestsellerów „New York Timesa”, a jej recenzje pojawiały się na pierwszych stronach najważniejszych czasopism. Recenzenci nie byli zgodni w ocenie powieści – pojawiały się zarówno entuzjastyczne jak i krytyczne. Alfred Kazin („Saturday Review”) uznał Adę za zwieńczenie trylogii najwybitniejszych dzieł Nabokova (za dwie pozostałe uznał Lolitę i Blady ogień). Natomiast Alfred Appel junior („The New York Times Book Review”) określił książkę mianem wielkiej bajki, a samego pisarza uznał za równego Kafce, Proustowi i Joyce'owi (Appel junior wycofał się później z tej opinii, stwierdzając, że pisał ją w stanie zbytniej fascynacji i upojenia lekturą, a powieść jest w rzeczywistości zbyt wymyślna). Matthew Hodgart (The New York Review of Books) doceniał natomiast Adę za doskonałe fragmenty erotyczne i warstwę językową powieści. Tymczasem Morris Dickstein („New Republic”) uznał powieść Nabokova za najbardziej przecenioną książkę dziesięciolecia, ocenił ją również jako pretensjonalną. Philip Toynbee uznał Adę za przykład skrajnego ekshibicjonizmu. Również późniejsi i współcześnie badacze Nabokova nie są zgodni w ocenie tej powieści – niektórzy uznają ją za najlepsze dzieło pisarza (m.in. Stephen Jan Parker), inni natomiast za dzieło całkowicie nieudane (m.in. Andrew Field).
Wielu recenzentów dopatrywało się w powieści rysów autobiograficznych, widząc w tytułowej bohaterce portret Véry Nabokov, żony pisarza. Nabokov reagował bardzo gwałtownie na takie insynuacje i upominał autorów takich recenzji. Upomnienie takie spotkało m.in. Matthew Hodgarta i Johna Updike'a.

## Zarys treści
Akcja powieści rozgrywa się na fikcyjnej planecie o nazwie Antyterra, przypominającej Ziemię. Autorem przedstawionym (posługującym się narracją pierwszo- i trzecioosobową) jest Van Veen, powieść zawiera również dopiski Ady i uwagi wydawcy Vana – Ronalda Orangera.
Bohater i narrator, Van Veen, jest synem Demona Veen i obłąkanej Aquy, opętanej przez wiarę w obcą planetę, Terrę. Przez całe życie Demon romansował z siostrą swojej żony, Mariną, zamężną z jego bratem Danem Veen; Aqua natomiast spędzała życie w zakładach dla psychicznie chorych, w jednym z nich popełniła w końcu samobójstwo. W 1884 roku czternastoletni Van wyjeżdża do Ardis Hall, majątku swojego wuja, Daniela. Tam poznaje swoje kuzynki, córki Daniela i Mariny – dwunastoletnią Adę i ośmioletnią Lucette. Początkowo Ada irytuje Vana, z czasem jednak zaczyna on odczuwać coraz silniejsze pożądanie wobec niej. Z czasem dochodzi pomiędzy nimi do pierwszych pocałunków i pieszczot. Pewnej nocy wszyscy mieszkańcy opuszczają dom, aby obserwować pożar oddalonej o trzy mile stodoły; w domu zostają tylko Ada i Van. Dochodzi wtedy pomiędzy nimi do pierwszego stosunku seksualnego. Podczas gdy ich miłość rozkwita, Ada i Veen odkrywają (na podstawie zapisków w starym zielniku Mariny), że w istocie nie są kuzynostwem a rodzeństwem – oboje są dziećmi Demona i Mariny, Lucette zaś, córka Mariny i Dana, jest ich siostrą przyrodnią. Wiedza ta nie przeszkadza im w kontynuowaniu romansu. Wielokrotnie zostają przyłapani na miłosnych igraszkach przez Lucette. We wrześniu Van opuszcza Ardis i przez następne cztery lata jego kontakt z Adą ogranicza się do kilku krótkich spotkań i wymiany zaszyfrowanych listów. Van tymczasem studiuje medycynę i odnosi sukcesy, występując jako zamaskowany akrobata, Mascodagama. W 1888 roku ponownie odwiedza Ardis Hall, żeby móc przebywać z Adą. Po pewnym czasie dowiaduje się jednak, że ukochana nie była mu wierna – zdradzała go z Percym de Prey i chorowitym nauczycielem muzyki, Rackiem. Wściekły i zazdrosny Van wyjeżdża z Ardisu, chcąc odszukać obu kochanków Ady i zemścić się na nich. W pociągu spotyka koleżankę swojej ukochanej, Cordulę, z którą flirtuje. Na dworcu uderza w twarz nieznanego sobie wojskowego, Tappera. Odbywa z nim pojedynek, w którym zostaje poważnie ranny. W szpitalu, w którym jest leczony, spotyka Racka, rezygnuje jednak z zemsty, gdyż nauczyciel muzyki jest umierający (został otruty przez żonę). Po wyjściu ze szpitala Van nawiązuje romans z Cordulą i wprowadza się do niej. Od kochanki dowiaduje się, że Percy de Prey umarł podczas służby wojskowej.
Van studiuje psychiatrię i w 1891 roku publikuje pod pseudonimem Voltemand powieść Listy z Terry. Dostaje kilka listów od Ady, ale nie reaguje na nie. Potrzeby erotyczne zaspokaja w sieci ekskluzywnych domów publicznych o nazwie „Willa Wenus”. W 1892 roku odwiedza go Lucette, teraz już szesnastoletnia studentka historii sztuki. Wyznaje Vanowi miłość i zostawia list od Ady, w którym zapowiada ona swój przyjazd. Po przyjeździe Ady romans rozkwita na nowo. Lucette wyjeżdża z miasta po tym, jak kochankowie próbują ją włączyć do erotycznych igraszek.
Daniel Veen umiera, do mieszkania Vana przybywa Demon, aby poinformować syna o śmierci wuja. W mieszkaniu zastaje Adę i tym samym odkrywa kazirodczy związek swoich dzieci. Próbuje nakłonić Vana do zakończenia niszczycielskiego romansu. Van w końcu zgadza się z ojcem, zrywa z Adą i podejmuje próbę samobójczą.
Van próbuje zapomnieć o ukochanej, podróżując i oddając się nauce, tymczasem Ada wychodzi za mąż za hodowcę bydła, Andrieja Vinelander. Lucette, wciąż zakochana w Vanie, rezerwuje miejsce na statku „Tobakoff”, którym płynie jej ukochany. W czasie rejsu usilnie próbuje go uwieść, jednak jej plan upada, kiedy Van widzi Adę, grającą rolę Andaluzyjki w filmie Ostatnia przygoda don Juana, który oboje oglądają w pokładowym kinie. Zrozpaczona Lucette popełnia samobójstwo skacząc z pokładu „Tobakoffa”.
W 1905 roku Van spotyka Adę, Andrieja i jego siostrę Dorothy. Pomiędzy Adą i Venem ponownie nawiązuje się romans. Bohaterka rozważa porzucenie męża, rezygnuje jednak z tego zamiaru, kiedy odkrywa, że jest on chory na gruźlicę – porzucenie chorego uznaje za niemoralne i przerywa romans. Przez siedemnaście lat opiekuje się Andriejem, po jego śmierci ponownie spotyka się z Vanem. Kochankowie żyją razem aż do śmierci, szczęśliwi, mimo że Van okazjonalnie zdradza ukochaną. Przed śmiercią Van postanawia napisać powieść o swoich wspomnieniach. Ada jest tą właśnie powieścią, zawierającą dopiski tytułowej bohaterki i uwagi wydawcy.

## Antyterra
Akcja powieści rozgrywa się na fikcyjnej planecie, nazywanej Antyterrą (czasem również Demonią). Planeta ta jest bardzo podobna do rzeczywistej Ziemi, występują jednak liczne różnice. Należy do nich pewne przesunięcie czasowe – antyterriański wiek XIX odpowiada mniej więcej rzeczywistemu ziemskiemu wiekowi XX.

### Polityka i geografia Antyterry
W świecie Antyterry Rosja jest częścią Stanów Zjednoczonych, tworząc razem Amerosję. Dużą część świata zajmują barbarzyńscy Tatarzy; ich kraj, Tataria, sięga od Bałtyku i Morza Czarnego do Oceanu Spokojnego. Bałkany i Indie są podporządkowane Anglii i USA, Francja jest natomiast od 1815 roku zaanektowana przez Anglię. W stosunku do Ziemi występują również liczne zmiany nazw miejscowych, np. Paryż to Lutecja (chociaż narrator używa kilkakrotnie również ziemskiej nazwy tego miasta), a Chose to odpowiednik ziemskiego Cambridge.
Walutą używaną w Amerosji są dolary (określane jako złote lub zielone), raz w powieści pojawiają się stellary (być może to dolary udekorowane gwiazdami), w niektórych regionach używa się także rubli.

### Technologia
Stosowanie elektryczności, jak również mówienie o niej, jest na Antyterze zakazane prawnie, jest również obwarowane tabu obyczajowym i moralnym. Słowem nieprzyzwoitym jest również „telegraf”. Do kontaktu mieszkańcy używają, zamiast ziemskich telegrafów i telefonów, takich urządzeń jak: aerogram, hydrogram, kablogram, momentogram, dorofon i kampusofon (prawdopodobnie dorofon służący do komunikacji w granicach kampusu). Na planecie istnieją latające dywany.

### Religia
Ziemski Bóg nazywany jest na Antyterze „Logiem” (jednak kilkakrotnie w powieści pojawia się słowo „Bóg”, m.in. podczas wzmianki o antyterriańskim św. Augustynie czy w rosyjskim zwrocie Boże moj). Część mieszkańców Antyterry wierzy ponadto, że po śmierci dusza ludzka odchodzi na bliźniaczą planetę – Terrę. Wielu jednak odrzuca istnienie Terry, jest ona również przedmiotem badań terrologii, należącej do psychiatrii. W terrologii specjalizuje się Van Veen.